# Coli
Coli es un municipio situado en el territorio de la provincia de Piacenza, en Emilia-Romaña (Italia).

## Demografía
| Gráfica de evolución demográfica de Coli entre 1861 y 1187 |
|                                                            |
| Fuente ISTAT - elaboración gráfica de Wikipedia            |